# Bliski susret
Bliski susret (eng. Close encounter), prema ufološkoj terminologiji i klasifikaciji koju je razvio američki astronom i ufolog Josef Allen Hynek (1910. – 1986.), naziv za događaj u kojem neka osoba doživljava susret s neindentificiranim letećim objektom na razdaljini manjoj od 150 metara. Detekcija neobičnih pojava na nebu, na daljini većoj od 150 metara klasificira se na tri stupnja: Dnevnosvjetlosni diskovi, Noćna svijetla ili Radarska opažanja.
Hynek je predložio ljestvicu koja se sastojala od tri razine svjedočenja neobičnim fenomenima, usko povezanima s NLO-om, koja je postala osobito popularna nakon planetarnog uspjeha američkog znanstvenofantastičnog filma Bliski susreti treće vrste iz 1977. godine, u režiji Stevena Spileberga. Kasnije je ljestvica nadopunjena s dodatnim razinama susreta s izvanzemaljskim bićima.

## Hynekova ljestvica bliskih susreta
J. A. Hynek je izradio je klasifikaciju koja se sastoji od tri razine bliskih susreta ljudi s neidentificiranim letećim objektima i obradio je u svojoj knjizi NLO iskustvo: Znanstveno ispitivanje (1972.). Kasnije je njegova ljestvica dopunjena.

### Bliski susreti prve vrste
Svako viđenje NLO-a na nebu ili ateriranog na Zemljinu površinu, na udaljenosti manjoj od 150 metara. Ako postoji više očevidaca, ili na istom mjestu ili na različitoj lokaciji, koji vide istu pojavu na nebu ili na Zemlji, i ako je ona još potvrđena radarskim sustavom, onda se radi o prilično utemeljenom svjedočanstvu. Problem je u tome što se u mnogim slučajevima zapravo radi o ILO (identificiranim letećim objektima), koje očevici pogrešno interpretiraju, a kasnijom se istragom otkrije da se radilo o nečemu posve drugome, najčešće viđenjima planeta Venere, Marsa ili Jupitera, umjetnim satelitima, balonima, meteorima i kometama, odsjajima neonskih svjetala, oblacima, jatu ptica, atmosferskim fenomenima, poput Aurore borealis, kuglaste munje ili svjetlosnoj refleksiji uzrokovanoj maglom. Unatoč brojnim svjedočanstvima koja su se pokazala pogrešnima zbog netočne interpretacije viđenoga, ipak je zabilježen i velik broj viđenja, koja se ne mogu ni na koji način objasniti, a radilo se o neobičnim letjelicama koje su nevjerojatnom brzinom mijenjale smjer i brzinu letenja, a koje su od 1940-ih naovamo spazili brojni civilni i vojni piloti. Prema statistici UN-a, zabilježeno je više od 150 milijuna ljudi koji su vidjeli NLO-e u razdoblju od 1940-ih do 2016. godine.

### Bliski susreti druge vrste
Kod bliskog susreta druge vrste moraju se pojaviti fizički tragovi djelovanja NLO-a, poput slegnute trave na mjestu slijetanja, iznenadnog isključivanja motora automobila, električnog svijetla i druge elektroničke i radiog opreme,  iznenadne paralize tijela očevidaca, panične reakcije životinja i drugih fizičkih pojava koje potkrepljuju interakciju prirode, čovjeka i NLO-a.

### Bliski susreti treće vrste
U ovom slučaju radi se o bliskom susretu čovjeka s nekakvim humanoidnim izvanzemaljcima ili robotima, koje su očevidci vidjeli neposredno u blizini spuštene letjelice ili kako izlaze iz nje.

## Dopunjena ljestvica bliskih susreta

### Bliski susreti četvrte vrste
Opisuje bliski susret prilikom kojeg NLO ili izvanzemaljci otimaju čovjeka, što označava postojanje fizičkog kontakta. Nije obrađen u Hynekovoj originalnoj klasifikaciji bliskih susreta.
Prema ovoj kategoriji bliskih susreta, snimljen je 2009. godine američki znanstvenofantastični film Susreti četvrte vrste, s Millom Jovovich u glavnoj ulozi.

### Bliski susreti pete vrste
Odnose se na izravnu komunikaciju ljudi s izvanzemaljcima i ostvarivanje interaktivnog kontakta.